# Final Fantasy VII
Final Fantasy VII (abreujat FF7 o FFVII) és un videojoc RPG desenvolupat per la companyia japonesa Squaresoft. Va sortir al mercat japonès el gener de 1997 convertint-se en la primera entrega de la saga Final Fantasy en usar com a plataforma la consola PlayStation de Sony.
La setena entrega de la saga Final Fantasy va demostrar que es podia dotar a un videojoc d'un altíssim pressupost, uns 30 milions de dòlars, a més de destinar a més de 60 persones en la seva preparació, i obtenir beneficis en la seva venda; benefici, que s'ha atribuït sobretot al seu argument. A més va guanyar molts premis a les fires més importants del sector (ECTS i Tokyo Game Show) i va ser mundialment aclamat per la premsa especialitzada.
Amb el pas dels anys la popularitat del joc ha anat augmentant. Avui dia és un clàssic de la història dels videojocs i del gènere dels RPG, molts dels adeptes que té aquest videojoc el consideren el millor videojoc de la història.
Les vendes tampoc han deixat d'augmentar. Anys després del seu llançament, encara apareixia als primers llocs de vendes de tot el món. Ha superat la quantitat de 10 milions d'exemplars venuts, és l'RPG més venut de la història i un dels videojocs més venuts de la història. Un clar exemple de la popularitat que té el joc és que, en estar el joc descatalogat, es paguen grans quantitats de diners per una versió original del joc de segona mà.
En l'actualitat, la companyia Square Enix està immersa en el projecte Compilation of Final Fantasy VII, compost per vuit títols relacionats amb el joc.

## Sistema de joc
Així com els anteriors jocs de Final Fantasy, Final Fantasy VII té principalment tres apartats: un mapamundi, escenaris locals i una seqüència de batalla. El mapa del món és un model tridimensional, mostrant una escala reduïda del món fictici del joc, a través del qual el jugador pot viatjar entre diferents localitzacions del joc. El mapa del món es pot travessar a peu, en chocobos i en dirigible o en transport marítim (en aquest cas, el submarí i un avió poden ser emprats com a vaixell). A més inclou un mitjà de transport addicional, un buggy.
Als escenaris locals, els personatges estan superposats sobre entorns escalats de manera realista, tractant-se d'un escenari bidimensional prerenderitzat que representa llocs com pobles o boscs. Inicialment, l'àrea del joc es restringeix a la ciutat de Midgar, però a mesura que avança el joc, el món sencer es torna accessible. El progrés de la línia argumental es desenvolupa en gran part per mitjà de seqüències escrites, tot i que també es fan servir cinemàtiques prerenderitzades.

### Sistema de batalla
Les batalles, que o bé es produeixen aleatòriament al mapa o es desencadenen mitjançant certs esdeveniments, enfronten el grup del jugador contra un o més enemics. Guanyar la batalla en derrotar tots els enemics comporta adquirir experiència, gil i elements. Tanmateix, si tots els membres del grup queden simultàniament fora de combat o són incapaços de continuar la batalla (en ser petrificats, per exemple), el joc acaba i el jugador ha de reprendre la partida des de l'últim punt guardat. L'escena de batalla és una representació de l'àrea en 3D, com l'interior d'un edifici o un camp, en què el jugador dirigeix els personatges en batalles contra enemics controlats per la CPU. Mentre que els personatges presenten una estètica super deformed als escenaris per on es desplacen, els modelats dels personatges llueixen un aspecte més realista i proporcionat als combats. Final Fantasy VII és el primer joc de la saga a presentar models dels personatges completament rendereitzats amb polígons, en comptes de fer-ho amb sprites bidimensionals. Durant les seqüències de batalla, el joc fa servir el recorrent sistema de "Batalla en temps actiu" (BTA) utilitzat per primera vegada a Final Fantasy IV. A diferència de jocs anteriors de la saga que permetien participar a quatre o cinc personatges jugables en combat, Final Fantasy VII només permet tres personatges per batalla.
El sistema d'habilitats a Final Fantasy VII es basa en l'ús de la Matèria —artefactes màgics que es componen d'energia Mako condensada (la forma d'energia del planeta), que es col·loquen en ranures especials a les armes i armadures, i permeten al jugador de personalitzar les habilitats del seu grup per emprar màgia, invocacions i habilitats especials. La Matèria està dividia en cinc categories: matèria verda o de màgia per conjurar encantaments ofensius i defensius, matèria groga o de comandament que atorga noves habilitats, matèria vermella o d'invocació que permet al personatge invocar monstres, matèria porpra o independent que proporciona un increment en els atributs del personatge que la porti equipada, i matèria blava o de suport que millora una altra matèria quan es col·loquen en ranures connectades (per exemple, enllaçant la matèria Foc amb la matèria Tots permet al personatge atacar tots els enemics simultàniament en conjurar Foc). Tanmateix, la majoria de Matèria basada en màgia disminueix els atributs físics del personatge que la porti equipada. Així com els personatges, la Matèria pot pujar de nivell amb experiència, desbloquejant habilitats i funcionalitats més fortes, i s'arriba a crear una nova Matèria un cop hagi arribat al màxim nivell. Les invocacions es presenten al joc, equipables amb Matèria, mitjançant atacs amb elaborades animacions. Una versió modificada dels Atacs Desesperats de Final Fantasy VI apareixen a Final Fantasy VII rebatejats com "Límit". Cada personatge jugable disposa d'una barra que es va omplint gradualment conforme va patint danys en batalla. Quan la barra està completament plena, el personatge és capaç de desencadenar el seu Límit, un atac especial que generalment infligeix un dany significativament més gran en els enemics que els atacs normals, o si no n'hi ha ajuden el grup en la batalla. A diferència de la Matèria, cada personatge té el seu propi conjunt únic de Límits, els quals es divideixen en quatre nivells d'intensitat, tot i que un personatge, Cait Sith, en disposa només de dos.

## Argument

### Context
El marc on es desenvolupa el joc és semblant al de Final Fantasy VI en el sentit que el món del joc té una tecnologia considerablement més avançada que els primers cinc jocs de la sèrie. En general, la tecnologia i la societat del joc s'aproxima a la d'un entorn de ciència-ficció industrial o postindustrial. El món de Final Fantasy VII, referit al joc com "El Planeta" tot i que retroactivament batejat com Gaia, està compost principalment de tres grans continents. Al continent oriental es troba la ciutat de Midgar, una metròpoli industrial que serveix com ciutat capital a més de contenir la seu de la companyia d'energia elèctrica Shinra, que funciona com la major part del govern mundial de facto del planeta. D'altres localitzacions del mateix continent són Junon (principal base militar de Shinra), Fort Còndor (una fortalesa amb un enorme còndor cobrint la part superior d'un reactor de Mako), la granja Chocobo i Kalm (una petita ciutat inspirada en l'Europa medieval).
Al continent occidental s'ubica Gold Saucer (un parc d'atraccions que té la Presó de Corel a sota), Costa del Sol (una ciutat costanera de vacances), Gongaga (una petita ciutat que conté les restes d'un reactor de Mako destruït), Nibelheim (un poble que es troba a la base del mont Nibel), Ciutat Coet (la ubicació del llançament fallit d'un coet de Shinra a l'espai) i Canó Cosmo.
La tribu que habita a Canó Cosmo emfatitza l'harmonia de la vida amb la natura i es dediquen al benestar del planeta. El seu assentament compta amb un observatori i serveix com un centre d'investigació per als qui desitgen participar en una filosofia coneguda com l'Estudi de la vida del Planeta, un estil de vida que fomenta la deferència per la natura i ensenya que el planeta té vida i energia en el seu ésser.
Wutai, un poble inspirat a la Xina i al Japó premoderns, es troba en una gran illa del continent occidental. El continent situat més al nord és una massa de terra plena de glaceres, i entre els seus pocs assentaments hi ha Ciutat Ossos (un lloc d'excavació), Iciclos (una ciutat de vacances d'esquí), la mítica Ciutat dels Ancians i la Cova del Nord, on el clímax del joc té lloc. També hi ha llocs sota el mar accessibles només per submarí, com per exemple un portaavions de Shinra enfonsat.

### Personatges
Els nou principals personatges jugables a Final Fantasy VII són en Cloud Strife, un mercenari que afirma haver estat un antic membre de primera classe de la unitat SOLDAT de Shinra; en Barret Wallace, el líder del grup rebel anti-Shinra ALLAU; la Tifa Lockhart, una artista marcial i membre d'ALLAU, a més de ser una amiga de la infància d'en Cloud; l'Aeris Gainsborough, una venedora de flors que ha estat perseguida per la unitat d'operacions especials de Shinra, els Turcs, des de la seva infància; en Red XIII, una sàvia criatura amb forma de lleó amb què els científics de Shinra varen experimentar; en Caith Sith, un robòtic gat endeví que munta sobre un ninot Moguri immòbil; en Cid Highwind, un pilot que somniava de ser el primer home a l'espai; la Yuffie Kisaragi, una jove ninja i habilidosa lladre; i en Vincent Valentine, un antic membre de la unitat dels Turcs de Shinra, amb qui van experimentar 30 anys abans dels esdeveniments del joc. L'antagonista principal del joc és Sephiroth, un antic membre de SOLDAT que va reaparèixer diversos anys després que consideressin que havia mort.